# Дугорепи патуљасти опосум
Дугорепи патуљасти опосум (лат. Cercartetus caudatus) је врста сисара из породице патуљастих опосума (Burramyidae).

## Распрострањење
Ареал врсте је ограничен на мањи број држава. Врста је присутна у Аустралији, Индонезији и Папуи Новој Гвинеји.

## Станиште
Станишта врсте су шуме и жбунаста вегетација. Врста је по висини распрострањена до 3.450 метара надморске висине. Врста је присутна на подручју острва Нова Гвинеја. 

## Угроженост
Ова врста је наведена као последња брига, јер има широко распрострањење и честа је врста.